# Мфуве (лев)

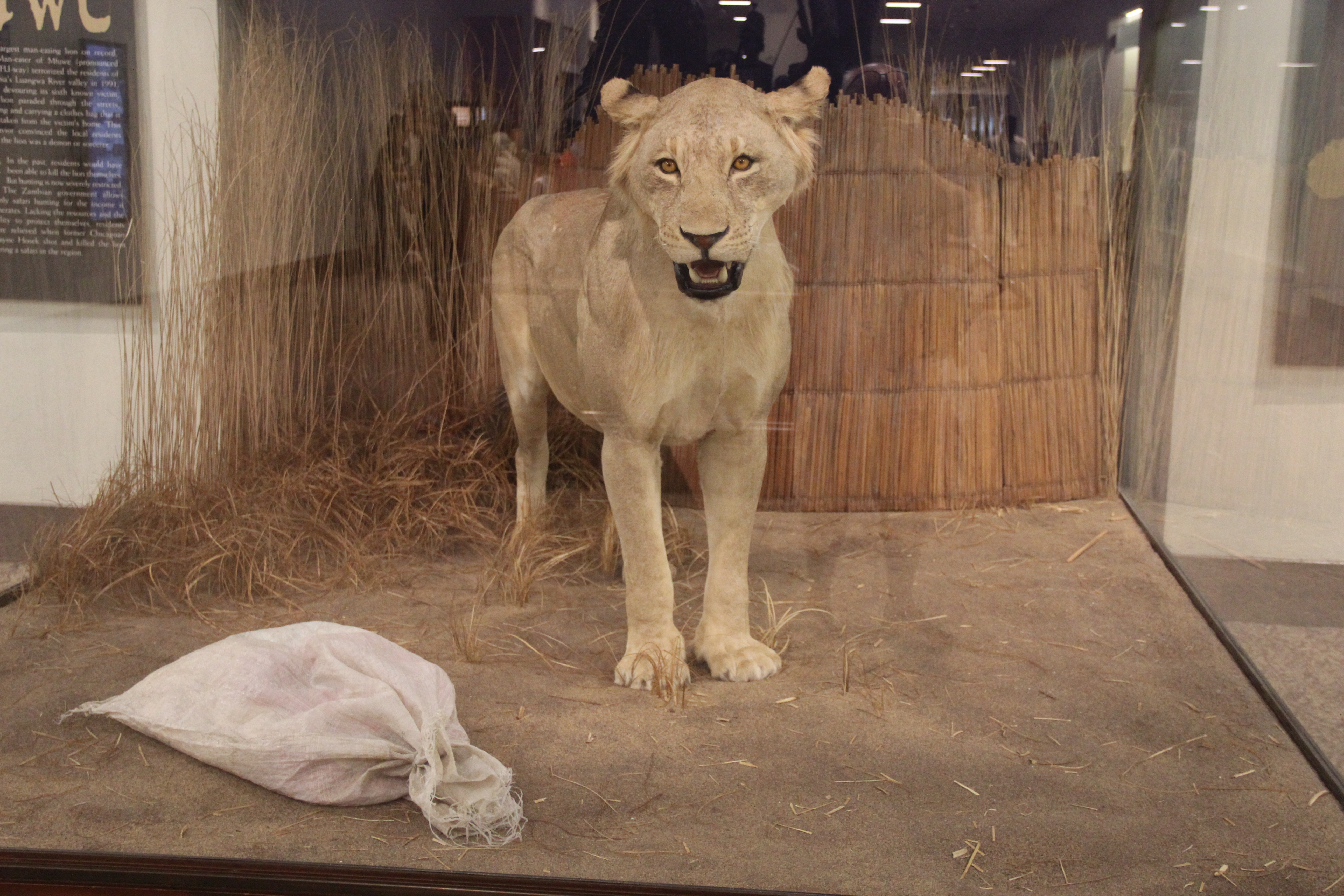
Лев-людожер виставлений в Музеї природної історії ім. Філда

Мфуве — лев-людожер — лев-людожер, який убив і з'їв щонайменше шість людей в околицях Мфуве Східна провінція (Замбія). Він можливо є найбільшим левом в історії, його довжина сягала 3,2 метра від носа до кінчика хвоста, 1,2 м заввишки і важив приблизно 230 кг.
Він напав на своїх перших відомих жертв, двох хлопців, одному з яких вдалося втекти, на дорозі від їхнього села, потім почав полювати на самому краю села і, нарешті, зайшов прямо в село, тягнучи одну жінку прямо з її хатини протягом дня, але неозброєні селяни не мали багато способів покарати його, а полювання суворо обмежене в Замбії.
В 1991 році його нарешті застрелив Уейн Хосек, мисливець з Каліфорнії, США, а з 1998 р. його опудало виставлено в Музеї природної історії Чикаго Філд.